# José Villalta Saavedra

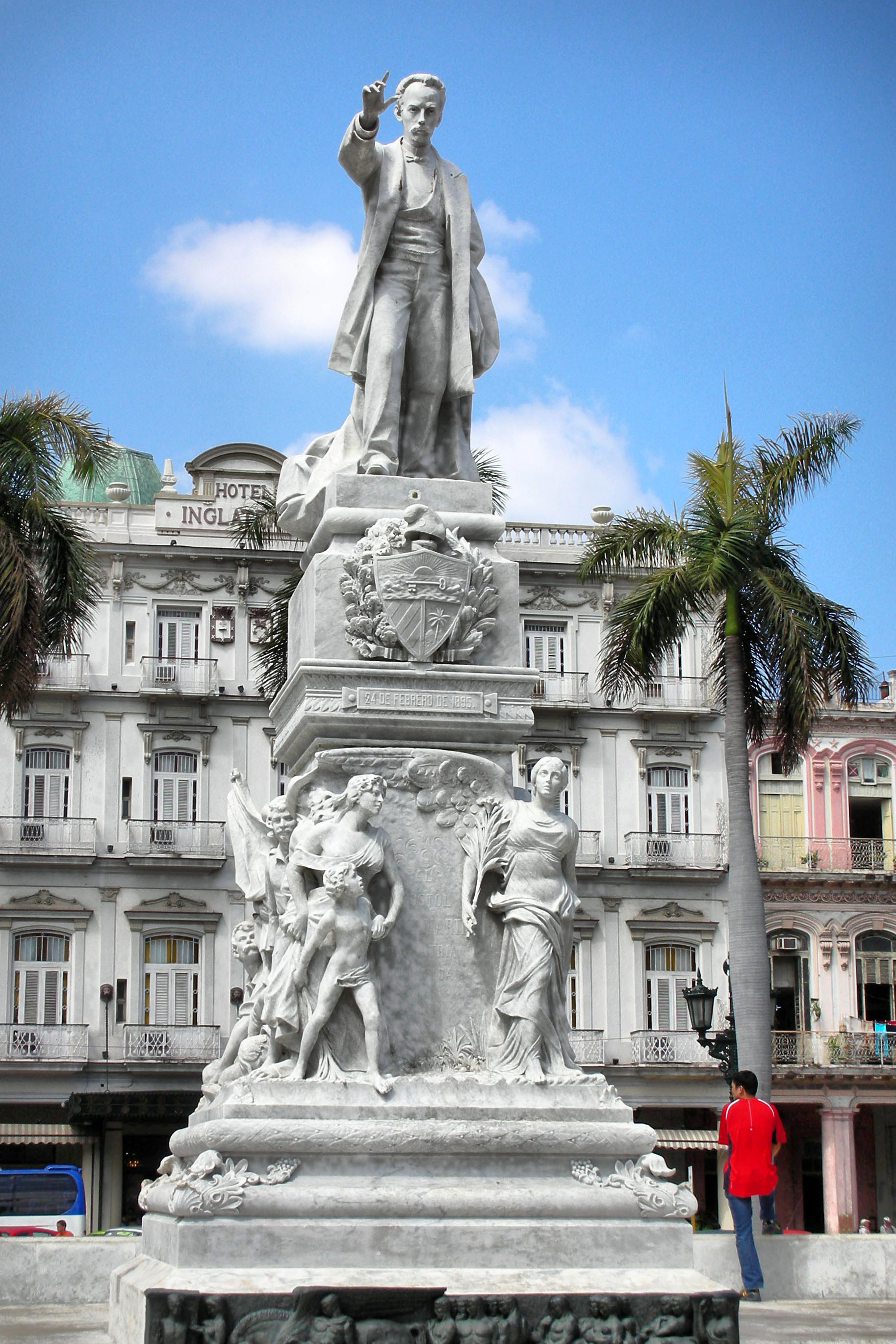
Estatua de José Martí en el Parque Central de La Habana, esculpida por Villalta Saavedra en 1905.

José Villalta Saavedra (La Habana, Cuba, 27 de enero de 1862 - Roma, Italia, 16 de marzo de 1912 fue un escultor cubano. 
Fue uno de los primeros escultores cubanos. Villalta era mulato y nació en La Habana. Gracias a patrones privados, estudió en Europa, primero en Canarias (España) y luego en la Academia de Bellas Artes de Carrara. Trabajó en Italia y Cienfuegos (Cuba).

## Obra
Villalta creó varios importantes monumentos y estatuas en Cuba, incluyendo la estatua de José Marti en el Parque Central de La Habana (inaugurada el 24 de febrero de 1905) y el monumento al destacado ingeniero cubano Francisco de Albear y Lara. Villalta completó la estatua de Albear en Florencia, Italia en 1893. El escultor ganó un concurso nacional para crear un memorial dedicado a los ocho estudiantes cubanos de medicina ejecutados en 1871 por orden del gobierno colonial español. Fue completado en 1889, y fue el primer monumento realizado en Cuba por un escultor cubano.

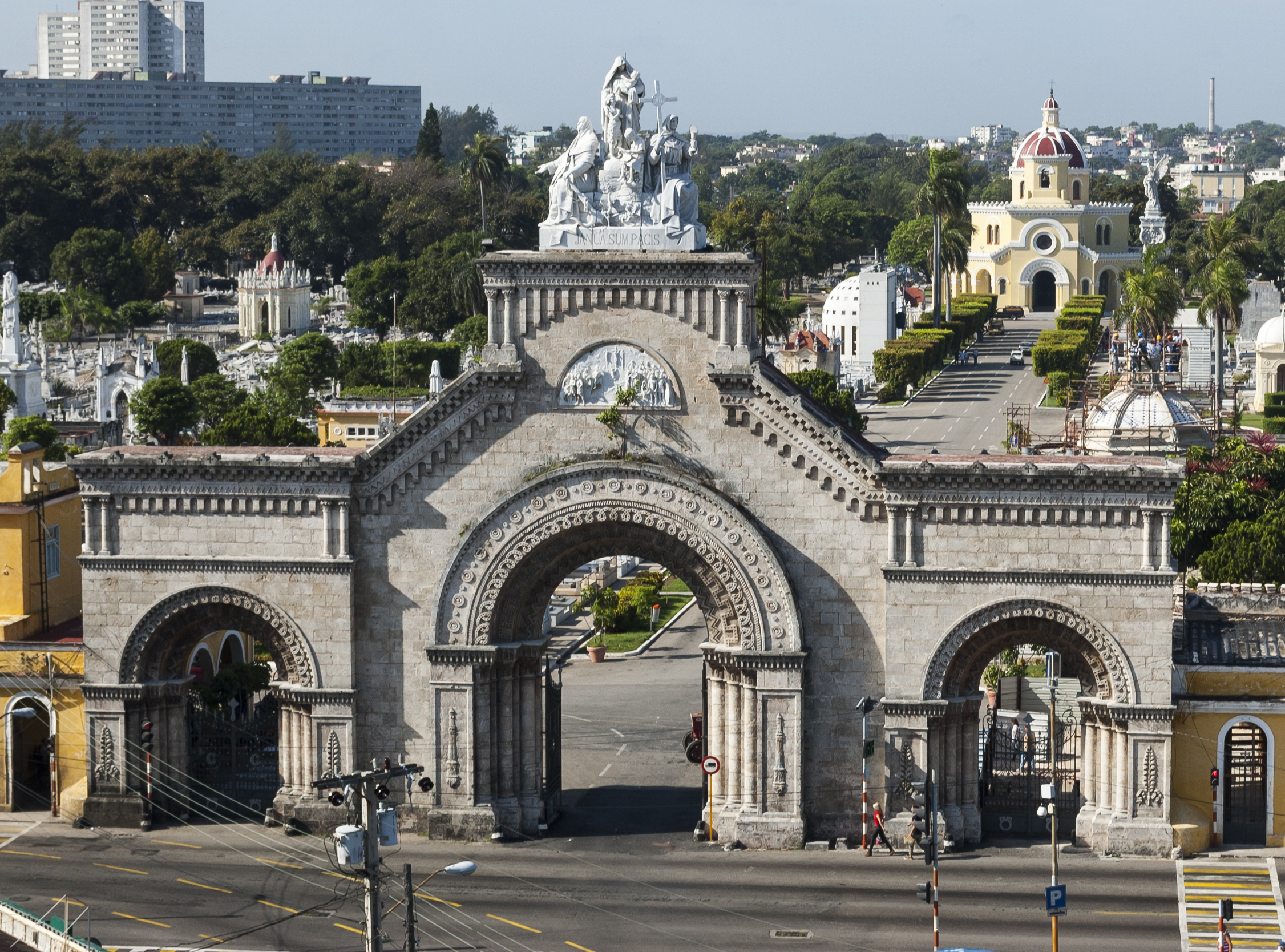
Entrada principal de la Necrópolis de Colón, en La Habana. Las Virtudes sobre la puerta fueron esculpidas por Villalta.

En la Necrópolis de Cristóbal Colón de La Habana, Villalta esculpió las Virtudes (Fe, Esperanza y Caridad) que figuran sobre la entrada principal del cementerio y los relieves religiosos alrededor de los muros del cementerio. Villalta también creó el monumento de uno de los lugares más visitados en la Necrópolis de Colón, la tumba de Amelia Goyri de la Hoz [de Adot], una mujer conocida como "La Milagrosa". Fue una mujer de clase alta que falleció al dar a luz en 1901, con 23 años. Su bebé muerto fue puesto a sus pies en la tumba. Según la leyenda, cuando la tumba fue abierta años después, su cadáver estaba  intacto – una señal de su santidad – y su hijo se encontraba en sus brazos. Amelia es considerada por muchos como la santa patrona no oficial de Cuba, siendo la oficial la Virgen de la Caridad del Cobre. Los cubanos visitan su tumba a diario para pedir buenos partos o buena suerte en el amor. Villalta creó la escultura de una pieza de mármol de Carrara, terminando la obra en 1902. 
En sus últimos años de vida, realizó el monumento de mármol a Joaquín Albarrán, en Sagua La Grande, inaugurado en 1910 y el monumento a los mártires, en el Parque de los Mártires, en la ciudad de Cárdenas, Provincia de Matanzas, Cuba. Este último fue emplazado en 1912, poco después de su muerte.
José Villalta Saavedra falleció en Roma, Italia, el 16 de marzo de 1912, con 50 años de edad. 

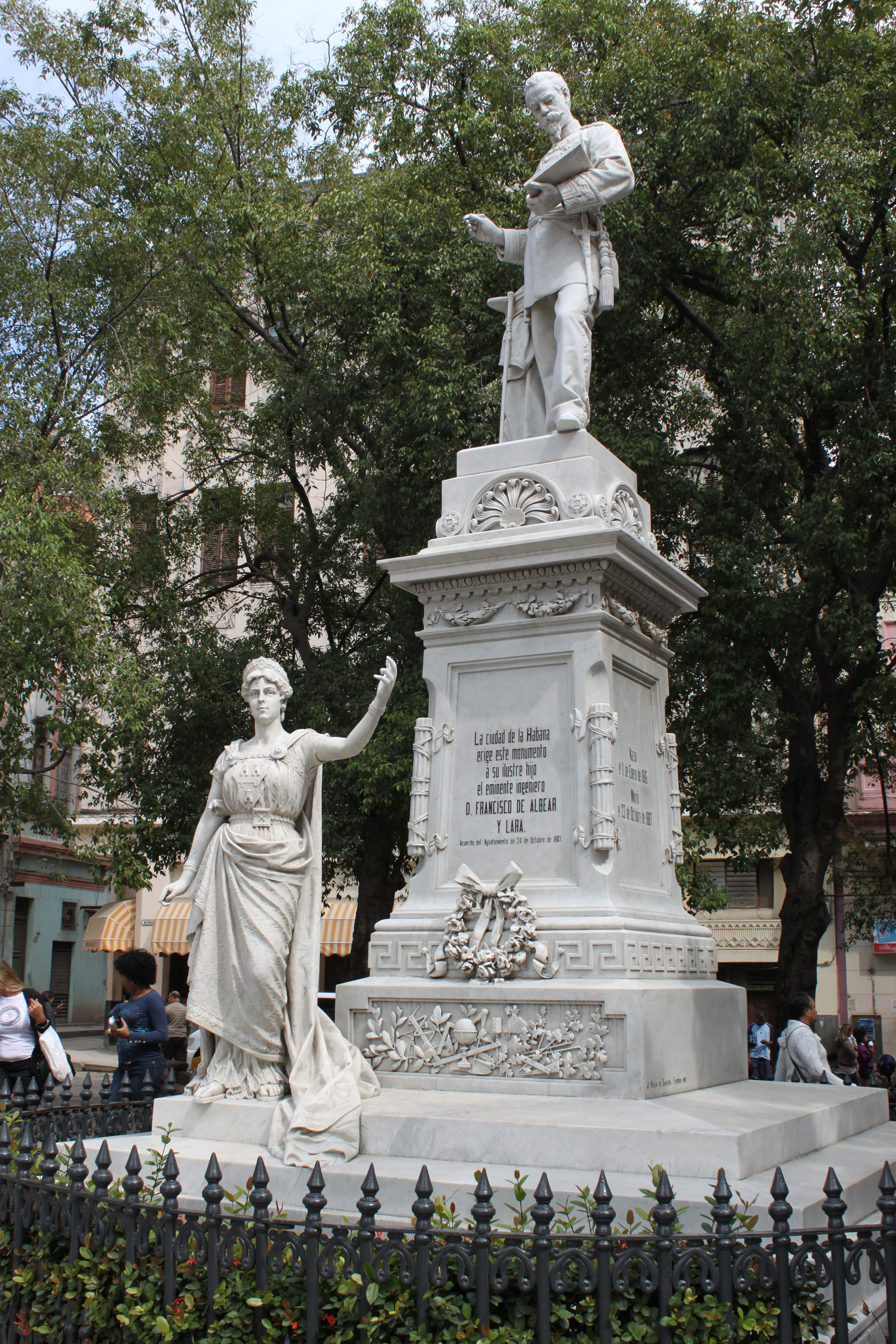
Estatua de Francisco de Albear y Lara, en la Habana, realizada por José Villalta Saavedra e inaugurada el 15 de marzo de 1895.